# Phillipa Love
Phillipa E.A. Love (Southbridge, 8 aprile 1990) è una rugbista a 15 neozelandese, cinque volte campionessa provinciale con Canterbury e vincitrice della Coppa del Mondo nel 2022.

## Biografia
Cresciuta a Southbridge, una località di Canterbury a circa 25 km da Christchurch, imparò a giocare a rugby fin dall'infanzia grazie agli insegnamenti di suo padre Wayne, ex giocatore divenuto allenatore professionista.
A 16 anni fece parte della prima squadra della scuola superiore che frequentava e si mise in luce in ambito giovanile provinciale, poi nel 2008 fu all'Università di Otago a Dunedin per gli studi in scienze motorie ed entrò nella relativa provincia rugbistica per la quale, fino al 2014, scese in campo 29 volte.
Tornata a Christchurch nel 2015 passò alla provincia di Canterbury con cui si aggiudicò quattro campionati consecutivi dal 2017 al 2020; nel 2014 esordì nelle Black Ferns a Whakatāne contro il Canada; solo due anni dopo fu convocata una seconda volta a causa di un infortunio; un infortunio successivo, al legamento crociato anteriore, le pregiudicò la possibilità di essere convocata per la Coppa del Mondo di rugby femminile 2017.
Nel 2021 entrò a fare parte della nuova franchise professionistica delle Matatū, espressione delle province rugbistiche dell'Isola del Sud, che disputa il neo istituito Super Rugby Aupiki.
Convocata a 32 anni per la sua prima Coppa del Mondo, tenutasi in Nuova Zelanda a fine 2022 con un anno di ritardo per via della pandemia di COVID-19, giocò da titolare tutta la fase a eliminazione diretta alla fine della quale la squadra si laureò campione del mondo.

## Palmarès
- Coppe del mondo: 1
Nuova Zelanda: 2021
- Super Rugby Aupiki: 1
Matatū: 2023

- Farah Palmer Cup: 5
Canterbury: 2017, 2018, 2019, 2020, 2022